# Papendrecht
Papendrecht (nizozemska izgovorjava: [ˈpaːpə(n)drɛxt] ()) je mesto in občina v zahodni Nizozemski, v provinci Južna Holandija, ob sotočju rek Beneden Merwede in reke Noord. Občina šteje 32,171 prebivalcev in obsega območje 10,79 km2 (4,17 sq mi) od česar pokriva 1,31 km2 (0,51 sq mi) voda.
Čeprav se Papendrecht prvič omenja v dokumentih iz leta 1105, je ostal majhno naselje vse do petdesetih let dvajsetega stoletja. Maja 1251 je posest gospoščine Papendrecht oziroma istoimenske vasi zakupil Viljem I. Brederodski. Gospodje Brederodski so imeli posest v dolgoročnem zakupu od Škofije Utrecht oziroma njenega kapitlja sv. Marije vse do lega 1421 ko se je Viljem III. Brederodski, zadnji iz družine Brederodskih odpovedal gospoščini in zakupni posesti polovice desetine ter to prenese na viteza Arenda  Gendta Viljemsa, osebnega svetovalca holandskega grofa Viljema VI. in grofice Jakobe Bavarske. Papendrecht je takrat že imel  nasip. Viljem I. Brederodski je v Papendrechtu dal postaviti sodno zgradbo, ki je stala na zahodu vasi, verjetno kasnejšo hišo poštnega upravitelja, ki je stala zahodno od Kleine Waala še leta 1767.
V šestdesetih letih 20. stoletja se je njegov razvoj pospešil in skoraj celotno območje je urbanizirano. Znan pa je po 180 let stari lipi ob reki.

## Gospodarstvo
Največje podjetje s sedežem v Papendrechtu je Royal Boskalis Westminster.
Tudi vesoljsko podjetje Fokker Technologies ima sedež v Papendrechtu.

## Transport
Papendrecht ima tri postaje za vodne taksije, eno pri reki Beneden Merwede, eno pri reki Noord in eno blizu Kooihaven. Avtobusne prevoze zagotavlja Arriva. Avtobusni prevoz Qliner (del podjetja Arriva) ima postajo v Papendrechtu za svoj avtobusni prevoz od Dordrechta do Utrechta in nazaj.

## Galerija
- Pogled na fasade - Papendrecht
- Papendrecht, cerkev
- Papendrecht Kasba
- Postaja vodnega avtobusa Sliedrecht